# Гай Вібій Постум
Гай Ві́бій По́стум (35 до н. е. — 20 н. е.) — політичний та військовий діяч Римської імперії, консул-суффект 5 року. Рональд Сайм ідентифікує його як  homo novus  з Лавінума в Апулії. Його брат Авл Вібій Габітус був консулом-суффектом у 8 року н. е.

## Життєпис
Походив з роду Вібіїв з м. Ларінум (сучасне Ларіно). Син Гая Вібія Постума. Був прихильником Октавіана Августа. У 5 році став консулом-суффектом разом з Гаєм Атеєм Капітоном). З 8 до 11 року як імператорський легат керував Паннонією. Відзначився під час придушення Великого іллірійського повстання, за що отримав тріумф. У 12—15 роках як проконсул керував провінцією Азія. Після повернення до Риму вів життя приватної особи.